# خورشیدگرفتگی ۲۹ نوامبر ۱۸۰۷
خورشیدگرفتگی ۲۹ نوامبر ۱۸۰۷ (به انگلیسی: Solar eclipse of 29 November 1807) یک خورشیدگرفتگی از نوع خورشیدگرفتگی دوگانه بود. این خورشیدگرفتگی در تاریخ  ۲۹ نوامبر ۱۸۰۷ روی داد که زمان اوج آن، ساعت ۱۱:۴۲:۰۹ به‌وقت ساعت هماهنگ جهانی بوده‌است.  مدت‌زمان و طول این خورشیدگرفتگی ۰۱ دقیقه و ۲۶ ثانیه بود.